# Pracht
Pracht là một đô thị thuộc huyện Altenkirchen, trong bang Rheinland-Pfalz, phía tây nước Đức. Đô thị Pracht có diện tích 5,5 km², dân số thời điểm ngày 31 tháng 12 năm 2006 là 1619 người.